# Потапов, Сергей Александрович
Сергей Александрович Потапов (р. 19 апреля 1951, посёлок Большое Орловское Борского района Горьковской области)— российский политический деятель, депутат Государственной думы второго созыва, депутат Государственной думы третьего созыва,член Президиума ЦК КПРФ в 1995—2004 годах и секретарь ЦК КПРФ, заместитель Губернатора Нижегородской области. Кандидат социологических наук.

## Образование

### Основное образование
1968 — 1973 годах — Московский институт народного хозяйства имени Г. В. Плеханова, специальность: экономика промышленности, квалификация: инженер-экономист;
1981 — 1984 годах — Московская заочная высшая партийная школа, специальность: партийная-политическая работа, квалификация: политолог.

### Дополнительное образование
1989 — 1990 годах — Академия Народного хозяйства при Совете Министров СССР, курсы повышения квалификации;
1991 год — Стокгольмский институт управления (SIPU), специальность: менеджмент в политике, квалификация: менеджер.

## Биография

### Трудовая деятельность
В 1973 — 1974 годах инженер конструкторско-технологического бюро «Мосстройматериалы» Главмосстройматериалов;
В 1974 — 1975 годах рабочий-стропальщик, инженер-экономист, старший инженер, заместитель начальника планового отдела комбината железобетонных конструкций № 2 (г. Москва);
В 1975 — 1980 годах заведующий отделом пропаганды, секретарь, первый секретарь Волгоградского райкома ВЛКСМ Москвы;
В 1980 — 1984 годах заместитель заведующего отделом пропаганды, заведующий отделом пропаганды Волгоградского райкома КПСС Москвы;
В 1984 — 1986 годах инструктор отдела пропаганды Московского городского комитета КПСС;
В 1986 — 1990 годах секретарь, первый секретарь Волгоградского районного комитета КПСС Москвы;
В 1990 — 1993 годах председатель Волгоградского районного Совета народных депутатов Москвы;
В 1994 — 1995 годах консультант фракции КПРФ в Государственной Думе Федерального Собрания Российской Федерации;
В 1995 — 2003 годах депутат II и III созывов Государственной Думы Федерального Собрания Российской Федерации от КПРФ;
В 2004 — 2005 годах проректор Российского нового Университета;
С 12 декабря 2005 года по 6 июля 2006 года Постоянный Представитель Правительства Нижегородской области при Правительстве Российской Федерации-заместитель Губернатора Нижегородской области;
С 6 июля 2006 года по 22 декабря 2008 года заместитель Губернатора Нижегородской области, заместитель Председателя Правительства Нижегородской области по государственно-правовому и организационному обеспечению, полночный представитель Губернатора в Законодательном собрании Нижегородской области;
С 22 декабря 2008 года по 21 сентября 2011 года Постоянный Представитель Правительства Нижегородской области при Правительстве Российской Федерации-заместитель Губернатора Нижегородской области;
21 сентября 2011 года назначен заместителем Губернатора, заместителем Председателя Правительства Нижегородской области;
10 ноября 2015 года по собственному желанию покинул пост заместителя Губернатора, заместителя Председателя Правительства Нижегородской области;
15 февраля 2016 года назначен советником губернатора Нижегородской области.

### Политическая деятельность
Член КПСС с 1975 по август 1991 года. Делегат XXVIII (последнего) съезда КПСС.
1990 — октябрь 1993 года — депутат Моссовета.
17 декабря 1995 года был избран депутатом Государственной Думы РФ второго созыва (по списку КПРФ). Входил во фракцию КПРФ.
19 декабря 1999 года был избран депутатом Государственной Думы РФ третьего созыва (по списку КПРФ). Входил во фракцию КПРФ.
7 декабря 2003 года баллотировался в депутаты Государственной Думы РФ четвёртого созыва (по списку КПРФ — № 2 Старорусской группы). Не прошёл.
С 22 января 1995 года по 3 июля 2004 член Президиума ЦК КПРФ;
С 22 января 1995 года по 3 июля 2004 секретарь ЦК КПРФ, председатель комиссии ЦК КПРФ по организационной работе.
В июле 2004 года вместе с группой соратников по партии попытался сместить Г. А. Зюганова с поста руководителя КПРФ. Попытка потерпела неудачу. Вышел из КПРФ.
В сентябре 2004 года стал одним из главных организаторов Всероссийской Коммунистической партии будущего (ВКПБ). Избран заместителем председателя Политбюро ЦК ВКПБ, Первым секретарем ЦК ВКПБ. Однако в 2005 году в результате второго этапа регистрации партия утратила регистрацию.

### Общественная деятельность
В 2008 году был президентом футбольного клуба «Волга».
С октября 2011 года член правления футбольного клуба «Волга».

## Награды
- Медаль «За трудовую доблесть»,
- Медаль «В память 850-летия Москвы» (1997),
- Медаль «В память 300-летия Санкт-Петербурга» (2003),
- Медаль «В память 1000-летия Казани»,
- Почетная Грамота Государственной Думы РФ (2001).

## Семья и увлечения
Женат. Жена — инженер. Имеет взрослого сына (1977 г.р.).
Увлечения — футбол, охота, рыбалка, кулинария, книги.
Болельщик ПФК ЦСКА.